# Taschenberg (Uckerland)
Taschenberg ist ein bewohnter Gemeindeteil im Ortsteil Jagow der amtsfreien Gemeinde Uckerland im Landkreis Uckermark in Brandenburg.

## Geographie
Der Ort liegt in unmittelbarer Nachbarschaft nordwestlich von Jagow und zehn Kilometer südsüdöstlich von Strasburg (Uckermark). Die Nachbarorte sind Lindhorst im Norden, Lübbenow und Schindelmühle im Nordosten, Jagow im Südosten, Holzendorf im Süden, Kutzerow im Südwesten, Dolgen im Westen sowie Uhlenhof und Taschenberg Ausbau im Nordwesten.

## Geschichte
Die erste schriftliche Erwähnung des Ortes stammt aus dem Jahr 1355. In dieser Urkunde wurde er mit dem Eintrag up deme Tasghenberghe verzeichnet. Auf der Seite 248 des bekannten Landbuchs Kaiser Karls IV. als Standardquelle von 1375 findet er erstmals in der heutigen Schreibweise Erwähnung.
Die Ortschaft besteht aus 44 Hufen und weiteren 16 Kossätenhöfe. Früh entwickelt sich dann ein, respektive zeitweise mehrere Rittergüter in den Händen verschiedener Adelsgeschlechter, welche dann stufenweise von den von Stülpnagel übernommen werden. 1606 hielten Jochen, Claus und Adam von Stülpnagel alle drei bestehenden Rittergüter in Taschenberg. 1645 finden Wolf von Stülpnagel auf Taschenberg und seine Frau Anna Sophie von Oertzen-Helpt in alten Lehnsakten Erwähnung. Die Stülpnagel führen auch frühzeitig ein Familienarchiv in Taschenberg.
Das erstmals 1879 publizierte Generaladressbuch der Rittergutsbesitzer des Königreiches Preußen erwähnt die von Stülpnagel auf Taschenberg. Das kreistagsfähige Rittergut hat eine Größe von rund 697 ha.
Durch Heirat der Elisabeth von Stülpnagel-Taschenberg (1867–1912) mit Wolf von Kalitsch (1855–1931), Fideikommissherr und späteren Waldgutbesitzer auf Dobritz, herzoglich-anhaltinischer Kammerherr und Ehrenritter des Johanniterorden, gelangte Gut Taschenberg in einen Besitzerwechsel. Schon die Kinder des genannten Ehepaares wurden in Taschenberg geboren. Grundbesitzer um 1929/1930 war dann Gottlob von Kalitsch (1891–1948), vertreten durch den Pächter Wolf von Kalitsch. Der Gesamtumfang des Rittergutes umfasste 702 ha Land, davon allein 599 ha Ackerflächen. Im Mittelpunkt steht die Schafsviehwirtschaft, wie in ganz Nordostdeutschland. Letzter Pächter wurde der nächstältere Bruder des Eigentümers, Leopold von Kalitsch-Carlstein, der nach dem Krieg mit seiner Familie in Süddeutschland lebte.